# Puchar Świata w skokach narciarskich 2003/2004 – Park City
Puchar Świata w skokach narciarskich Park City – zawody w skokach narciarskich przeprowadzone w ramach Pucharu Świata w skokach narciarskich 2003/2004 między 27 a 29 lutego 2004 na dużej skoczni Utah Olympic Park Jumps w amerykańskim Park City.
Zaplanowane zostały dwa konkursy indywidualne na dużej skoczni, jednak tylko jeden konkurs doszedł do skutku. Po raz drugi zawodnicy rywalizowali w Park City o punkty do klasyfikacji generalnej Pucharu Świata.
W jedynym rozegranym konkursie zwyciężył Noriaki Kasai, wyprzedzając Simona Ammanna i Tommy'ego Ingebrigtsena.
Po raz pierwszy w historii w ramach Pucharu Świata w skokach narciarskich w Park City rozegrano jeden konkurs indywidualny. W 2001 zorganizowano dwa konkursy – drużynowy i indywidualny.
Do zawodów zostało zgłoszonych 64 zawodników z 16 narodowych reprezentacji. Najstarszym uczestnikiem był reprezentant Japonii, Akira Higashi (32 lata, miesiąc i 20 dni), a najmłodszym Kanadyjczyk, Gregory Baxter (14 lat, 5 miesięcy i 23 dni).

## Przed zawodami

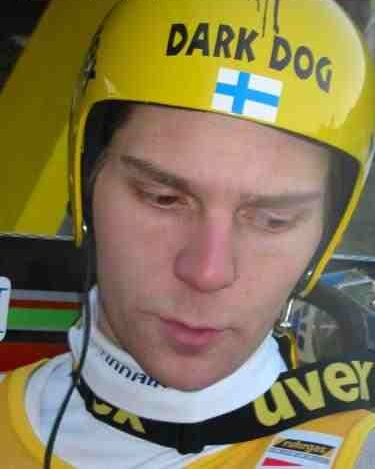
Janne Ahonen, lider klasyfikacji generalnej Pucharu Świata przed konkursem w Park City

Przed zawodami Pucharu Świata w skokach narciarskich w Park City, rozegrano 22 indywidualne konkursy i 1 drużynowy w ramach cyklu. W klasyfikacji generalnej na czele znajdował się Fin Janne Ahonen, który zgromadził 1120 punktów. Drugi był Roar Ljøkelsøy, który tracił do fińskiego zawodnika 224 punkty. Trzecią pozycję zajmował Sigurd Pettersen, który miał na koncie 718 oczek. W klasyfikacji Pucharu Narodów prowadziła Norwegia przed Finlandią i Austrią.
W rozegranych przed konkursem w Park City zawodach Pucharu Świata wygrywali: pięciokrotnie – Roar Ljøkelsøy, czterokrotnie – Sigurd Pettersen, trzykrotnie – Janne Ahonen, dwukrotnie – Matti Hautamäki, oraz po jednym razie – Tami Kiuru, Peter Žonta, Michael Uhrmann i Martin Höllwarth.
W dniach 29 grudnia 2003-6 stycznia 2004 rozegrano 52. Turniej Czterech Skoczni. Jego triumfatorem został Sigurd Pettersen, który wygrał trzy konkursy turniejowe. Drugie miejsce przypadło Martinowi Höllwarthowi, a trzecie Peterowi Žoncie.
W dniach 20-22 lutego 2004 odbyły się Mistrzostwa Świata w lotach narciarskich w słoweńskiej Planicy. Tytuł mistrza świata w lotach zdobył Roar Ljøkelsøy, wyprzedzając Janne Ahonena i Tamiego Kiuru. W rywalizacji drużynowej najlepsi okazali się Norwegowie przed Finlandią i Austrią.
W ostatnich konkursach przed Pucharem Świata w Park City, tj. w Willingen (14-15 lutego) triumfowali Janne Ahonen i reprezentacja Norwegii. W konkursie indywidualnym lider cyklu wyprzedził Georga Spätha i Roara Ljøkelsøya. W zawodach drużynowych zwyciężyła Nowergia przed Finlandią i Niemcami.

### Klasyfikacje przed zawodami w Park City
| Klasyfikacja Pucharu Świata przed zawodami w Park City | Klasyfikacja Pucharu Świata przed zawodami w Park City | Klasyfikacja Pucharu Świata przed zawodami w Park City | Klasyfikacja Pucharu Świata przed zawodami w Park City | Klasyfikacja Pucharu Świata przed zawodami w Park City |
| Miejsce                                                | Zawodnik                                               | Państwo                                                | Punkty                                                 | Strata do lidera                                       |
| ------------------------------------------------------ | ------------------------------------------------------ | ------------------------------------------------------ | ------------------------------------------------------ | ------------------------------------------------------ |
| 1.                                                     | Janne Ahonen                                           | Finlandia                                              | 1120                                                   | –                                                      |
| 2.                                                     | Roar Ljøkelsøy                                         | Norwegia                                               | 896                                                    | 224                                                    |
| 3.                                                     | Sigurd Pettersen                                       | Norwegia                                               | 718                                                    | 402                                                    |
| 4.                                                     | Martin Höllwarth                                       | Austria                                                | 711                                                    | 409                                                    |
| 5.                                                     | Matti Hautamäki                                        | Finlandia                                              | 560                                                    | 560                                                    |
| 6.                                                     | Thomas Morgenstern                                     | Austria                                                | 557                                                    | 563                                                    |
| 7.                                                     | Adam Małysz                                            | Polska                                                 | 525                                                    | 595                                                    |
| 8.                                                     | Peter Žonta                                            | Słowenia                                               | 487                                                    | 633                                                    |
| 9.                                                     | Bjørn Einar Romøren                                    | Norwegia                                               | 463                                                    | 657                                                    |
| 10.                                                    | Noriaki Kasai                                          | Japonia                                                | 448                                                    | 672                                                    |
| 11.                                                    | Michael Uhrmann                                        | Niemcy                                                 | 442                                                    | 678                                                    |
| 12.                                                    | Veli-Matti Lindström                                   | Finlandia                                              | 434                                                    | 686                                                    |
| 13.                                                    | Georg Späth                                            | Niemcy                                                 | 412                                                    | 708                                                    |
| 14.                                                    | Tommy Ingebrigtsen                                     | Norwegia                                               | 298                                                    | 822                                                    |
| 15.                                                    | Andreas Goldberger                                     | Austria                                                | 280                                                    | 830                                                    |
| 16.                                                    | Tami Kiuru                                             | Finlandia                                              | 265                                                    | 855                                                    |
| 17.                                                    | Sven Hannawald                                         | Niemcy                                                 | 253                                                    | 867                                                    |
| 18.                                                    | Akseli Kokkonen                                        | Finlandia                                              | 234                                                    | 886                                                    |
| 19.                                                    | Andreas Kofler                                         | Austria                                                | 231                                                    | 889                                                    |
| 20.                                                    | Martin Schmitt                                         | Niemcy                                                 | 222                                                    | 898                                                    |
| 21.                                                    | Andreas Küttel                                         | Szwajcaria                                             | 220                                                    | 900                                                    |
| 22.                                                    | Lars Bystøl                                            | Norwegia                                               | 202                                                    | 918                                                    |
| 23.                                                    | Maximilian Mechler                                     | Niemcy                                                 | 195                                                    | 925                                                    |
| 24.                                                    | Simon Ammann                                           | Szwajcaria                                             | 194                                                    | 926                                                    |
| 25.                                                    | Andreas Widhölzl                                       | Austria                                                | 192                                                    | 928                                                    |
| 26.                                                    | Rok Benkovič                                           | Słowenia                                               | 190                                                    | 930                                                    |
| 27.                                                    | Morten Solem                                           | Norwegia                                               | 149                                                    | 971                                                    |
| 28.                                                    | Akira Higashi                                          | Japonia                                                | 148                                                    | 972                                                    |
| 29.                                                    | Wolfgang Loitzl                                        | Austria                                                | 143                                                    | 977                                                    |
| 30.                                                    | Alexander Herr                                         | Niemcy                                                 | 134                                                    | 986                                                    |
| 31.                                                    | Anders Bardal                                          | Norwegia                                               | 118                                                    | 1002                                                   |
| 32.                                                    | Stephan Hocke                                          | Niemcy                                                 | 106                                                    | 1014                                                   |
| 33.                                                    | Henning Stensrud                                       | Norwegia                                               | 103                                                    | 1017                                                   |
| 34.                                                    | Emmanuel Chedal                                        | Francja                                                | 89                                                     | 1031                                                   |
| 35.                                                    | Reinhard Schwarzenberger                               | Austria                                                | 80                                                     | 1040                                                   |
| 36.                                                    | Florian Liegl                                          | Austria                                                | 71                                                     | 1049                                                   |
| 36.                                                    | Daiki Itō                                              | Japonia                                                | 71                                                     | 1049                                                   |
| 38.                                                    | Johan Erikson                                          | Szwecja                                                | 69                                                     | 1051                                                   |
| 39.                                                    | Hiroki Yamada                                          | Japonia                                                | 68                                                     | 1052                                                   |
| 39.                                                    | Kazuyoshi Funaki                                       | Japonia                                                | 68                                                     | 1052                                                   |
| 41.                                                    | Juha-Matti Ruuskanen                                   | Finlandia                                              | 65                                                     | 1055                                                   |
| 42.                                                    | Hideharu Miyahira                                      | Japonia                                                | 60                                                     | 1060                                                   |
| 43.                                                    | Jussi Hautamäki                                        | Finlandia                                              | 58                                                     | 1062                                                   |
| 44.                                                    | Jörg Ritzerfeld                                        | Niemcy                                                 | 53                                                     | 1067                                                   |
| 45.                                                    | Jakub Janda                                            | Czechy                                                 | 50                                                     | 1070                                                   |
| 46.                                                    | Nicolas Dessum                                         | Francja                                                | 49                                                     | 1071                                                   |
| 47.                                                    | Christian Nagiller                                     | Austria                                                | 44                                                     | 1076                                                   |
| 48.                                                    | Robert Kranjec                                         | Słowenia                                               | 43                                                     | 1077                                                   |
| 49.                                                    | Jan Matura                                             | Czechy                                                 | 32                                                     | 1088                                                   |
| 49.                                                    | Primož Peterka                                         | Słowenia                                               | 32                                                     | 1088                                                   |
| 51.                                                    | Marcin Bachleda                                        | Polska                                                 | 27                                                     | 1093                                                   |
| 52.                                                    | Clint Jones                                            | Stany Zjednoczone                                      | 25                                                     | 1095                                                   |
| 53.                                                    | Wojciech Skupień                                       | Polska                                                 | 24                                                     | 1096                                                   |
| 54.                                                    | Aleksiej Siłajew                                       | Rosja                                                  | 22                                                     | 1098                                                   |
| 55.                                                    | Balthasar Schneider                                    | Austria                                                | 20                                                     | 1100                                                   |
| 56.                                                    | Mateusz Rutkowski                                      | Polska                                                 | 17                                                     | 1103                                                   |
| 57.                                                    | Stefan Thurnbichler                                    | Austria                                                | 16                                                     | 1104                                                   |
| 57.                                                    | Dmitrij Wasiljew                                       | Rosja                                                  | 16                                                     | 1104                                                   |
| 59.                                                    | Jernej Damjan                                          | Słowenia                                               | 15                                                     | 1105                                                   |
| 60.                                                    | Dmitrij Ipatow                                         | Rosja                                                  | 14                                                     | 1106                                                   |
| 60.                                                    | Teppei Takano                                          | Japonia                                                | 14                                                     | 1106                                                   |
| 62.                                                    | Dienis Korniłow                                        | Rosja                                                  | 13                                                     | 1107                                                   |
| 62.                                                    | Stefan Pieper                                          | Niemcy                                                 | 13                                                     | 1107                                                   |
| 64.                                                    | Damjan Fras                                            | Słowenia                                               | 11                                                     | 1109                                                   |
| 65.                                                    | Jens Salumäe                                           | Estonia                                                | 10                                                     | 1110                                                   |
| 66.                                                    | Wojciech Tajner                                        | Polska                                                 | 9                                                      | 1111                                                   |
| 66.                                                    | Ferdinand Bader                                        | Niemcy                                                 | 9                                                      | 1111                                                   |
| 68.                                                    | Harri Olli                                             | Finlandia                                              | 6                                                      | 1114                                                   |
| 69.                                                    | Pekka Salminen                                         | Finlandia                                              | 5                                                      | 1115                                                   |
| 69.                                                    | Olav Magne Dønnem                                      | Norwegia                                               | 5                                                      | 1115                                                   |
| 71.                                                    | Asan Tachtachunow                                      | Kazachstan                                             | 4                                                      | 1116                                                   |
| 71.                                                    | Martin Mesík                                           | Słowacja                                               | 4                                                      | 1116                                                   |
| 73.                                                    | Jan Mazoch                                             | Czechy                                                 | 3                                                      | 1117                                                   |
| 73.                                                    | Radik Żaparow                                          | Kazachstan                                             | 3                                                      | 1117                                                   |
| 73.                                                    | Maksim Anisimau                                        | Białoruś                                               | 3                                                      | 1117                                                   |
| 76.                                                    | Roland Müller                                          | Kazachstan                                             | 2                                                      | 1118                                                   |
| 76.                                                    | Kang Chil-ku                                           | Korea Południowa                                       | 2                                                      | 1118                                                   |

| Klasyfikacja Pucharu Narodów przed zawodami w Park City | Klasyfikacja Pucharu Narodów przed zawodami w Park City | Klasyfikacja Pucharu Narodów przed zawodami w Park City | Klasyfikacja Pucharu Narodów przed zawodami w Park City | Klasyfikacja Pucharu Narodów przed zawodami w Park City |
| Miejsce                                                 | Państwo                                                 | Punkty                                                  | Strata do lidera                                        |                                                         |
| ------------------------------------------------------- | ------------------------------------------------------- | ------------------------------------------------------- | ------------------------------------------------------- | ------------------------------------------------------- |
| 1.                                                      | Norwegia                                                | 3352                                                    | –                                                       |                                                         |
| 2.                                                      | Finlandia                                               | 3097                                                    | 255                                                     |                                                         |
| 3.                                                      | Austria                                                 | 2497                                                    | 855                                                     |                                                         |
| 4.                                                      | Niemcy                                                  | 2139                                                    | 1213                                                    |                                                         |
| 5.                                                      | Japonia                                                 | 1127                                                    | 2225                                                    |                                                         |
| 6.                                                      | Słowenia                                                | 978                                                     | 2374                                                    |                                                         |
| 7.                                                      | Polska                                                  | 702                                                     | 2650                                                    |                                                         |
| 8.                                                      | Szwajcaria                                              | 414                                                     | 2938                                                    |                                                         |
| 9.                                                      | Francja                                                 | 138                                                     | 3214                                                    |                                                         |
| 10.                                                     | Rosja                                                   | 115                                                     | 3237                                                    |                                                         |
| 11.                                                     | Czechy                                                  | 85                                                      | 3267                                                    |                                                         |
| 12.                                                     | Szwecja                                                 | 69                                                      | 3283                                                    |                                                         |
| 13.                                                     | Stany Zjednoczone                                       | 25                                                      | 3327                                                    |                                                         |
| 14.                                                     | Estonia                                                 | 10                                                      | 3342                                                    |                                                         |
| 15.                                                     | Kazachstan                                              | 7                                                       | 3345                                                    |                                                         |
| 16.                                                     | Słowacja                                                | 4                                                       | 3348                                                    |                                                         |
| 17.                                                     | Białoruś                                                | 3                                                       | 3349                                                    |                                                         |
| 18.                                                     | Korea Południowa                                        | 2                                                       | 3350                                                    |                                                         |

### Program zawodów
Pierwszy oficjalny trening skoków został zaplanowany na 27 lutego 2004, a ostatnimi zawodami miały być rozegrane dwa dni później drugi pucharowy konkurs. Jednak z powodu silnego wiatru doszedł do skutku tylko jeden konkurs indywidualny, rozegrany 28 lutego 2004. Łącznie odbył się jeden konkurs indywidualny, jedna seria kwalifikacyjna i trzy oficjalne treningi.
Poniższa tabela przedstawia szczegółowy wykaz serii skoków zaplanowanych w ramach Pucharu Świata w Park City.
| Data           | Godzina | Wydarzenie |
| -------------- | ------- | --- |
| 27 lutego 2004 | 09:30   | oficjalny trening na skoczni K-120 (3 serie)                                                                                |
| 28 lutego 2004 | 08:30   | seria kwalifikacyjna przed zawodami indywidualnymi na skoczni K-120                                                         |
| 28 lutego 2004 | 10:00   | początek pierwszej serii konkursowej zawodów indywidualnych na skoczni K-120, druga seria konkursowa zawodów indywidualnych |
| 29 lutego 2004 | 09:00   | seria kwalifikacyjna przed zawodami indywidualnymi na skoczni K-120                                                         |
| 29 lutego 2004 | 14:00   | początek pierwszej serii konkursowej zawodów indywidualnych na skoczni K-120, druga seria konkursowa zawodów indywidualnych |

## Skocznia
Konkurs Pucharu Świata w skokach narciarskich w Park City w 2004 rozegrano na dużej skoczni Utah Olympic Park Jumps, gdzie w 2002 odbywały się konkursy w ramach Zimowych Igrzysk Olimpijskich w Salt Lake City. Na tym obiekcie raz rywalizowano w zawodach Pucharu Świata – w 2001, gdzie odbyły się zawody drużynowe i indywidualne. Pierwotnie zaplanowano dwa konkursy indywidualne, jednak do skutku doszedł tylko jeden konkurs. 
|  | Nazwa skoczni           | Miejscowość | Punkt K | Punkt jury | Rekord skoczni | Rekord skoczni  | Rekord skoczni |
|  | ----------------------- | ----------- | ------- | ---------- | -------------- | --------------- | -------------- |
|  | Utah Olympic Park Jumps | Park City   | K-120   | 130 m      | 134,0 m        | Wolfgang Loitzl | 20.01.2001     |

## Jury
Z ramienia Międzynarodowej Federacji Narciarskiej dyrektorem zawodów był Walter Hofer, a jego asystentem – Miran Tepeš. Ponadto kierownikiem zawodów z ramienia organizatorów Pucharu Świata w Park City był Amerykanin Joe Lamb. Delegatem technicznym podczas zawodów był Fin Pekka Hyvärinen, a asystował mu Niemiec Toni Guggemoos.
Noty za styl w każdej serii kwalifikacyjnej i konkursowej wystawiało po pięciu sędziów. Skład sędziowski poszczególnych konkursów wraz z zajmowanymi przez arbitrów stanowiskami na wieży przedstawiono w poniższej tabeli.
| Sędzia            | Kraj              | Stanowisko na wieży sędziowskiej                     | Stanowisko na wieży sędziowskiej  | Stanowisko na wieży sędziowskiej |
| Sędzia            | Kraj              | Kwalifikacje do konkursu indywidualnego (28.02.2004) | Konkurs indywidualny (28.02.2004) |                                  |
| ----------------- | ----------------- | ---------------------------------------------------- | --------------------------------- | -------------------------------- |
| Anton Dahl        | Norwegia          | A                                                    | A                                 |                                  |
| Teppo Nieminen    | Finlandia         | B                                                    | B                                 |                                  |
| Wolfgang Schedewy | Niemcy            | E                                                    | E                                 |                                  |
| Mark Servold      | Kanada            | D                                                    | D                                 |                                  |
| Mike Symalla      | Stany Zjednoczone | C                                                    | C                                 |                                  |

## Przebieg zawodów

### Serie treningowe (27.02.2004)
Pierwsza z trzech serii treningowych przed konkursami Pucharu Świata w Park City rozpoczęła się w piątek 18 stycznia o godzinie 9:30. Jej zwycięzcą został Simon Ammann, który uzyskał w swojej próbie odległość 127 metrów. Drugi był Stefan Kaiser, z odległością o 2,5 metra krótszą od rezultatu Ammanna. Trzeci rezultat należał do Wolfganga Loitzla i wynosił 124 metry.
Drugi trening zakończył się triumfem Sigurda Pettersena, który skoczył 128 metrów. O dwa metry bliżej wylądował Roar Ljøkelsøy. Trzecie miejsce zajęli ex aequo Simon Ammann i Thomas Morgenstern z odległością 124 metry.
W trzeciej serii treningowej zwyciężył Akira Higashi. Reprezentant Japonii skoczył 131 metrów, a na dwóch kolejnych miejscach uplasowali się Słoweńcy, Rok Benkovič (127,5 metra) i Robert Kranjec (125,5 metra).

### Kwalifikacje do pierwszego konkursu indywidualnego i pierwszy konkurs indywidualny (28.02.2004)

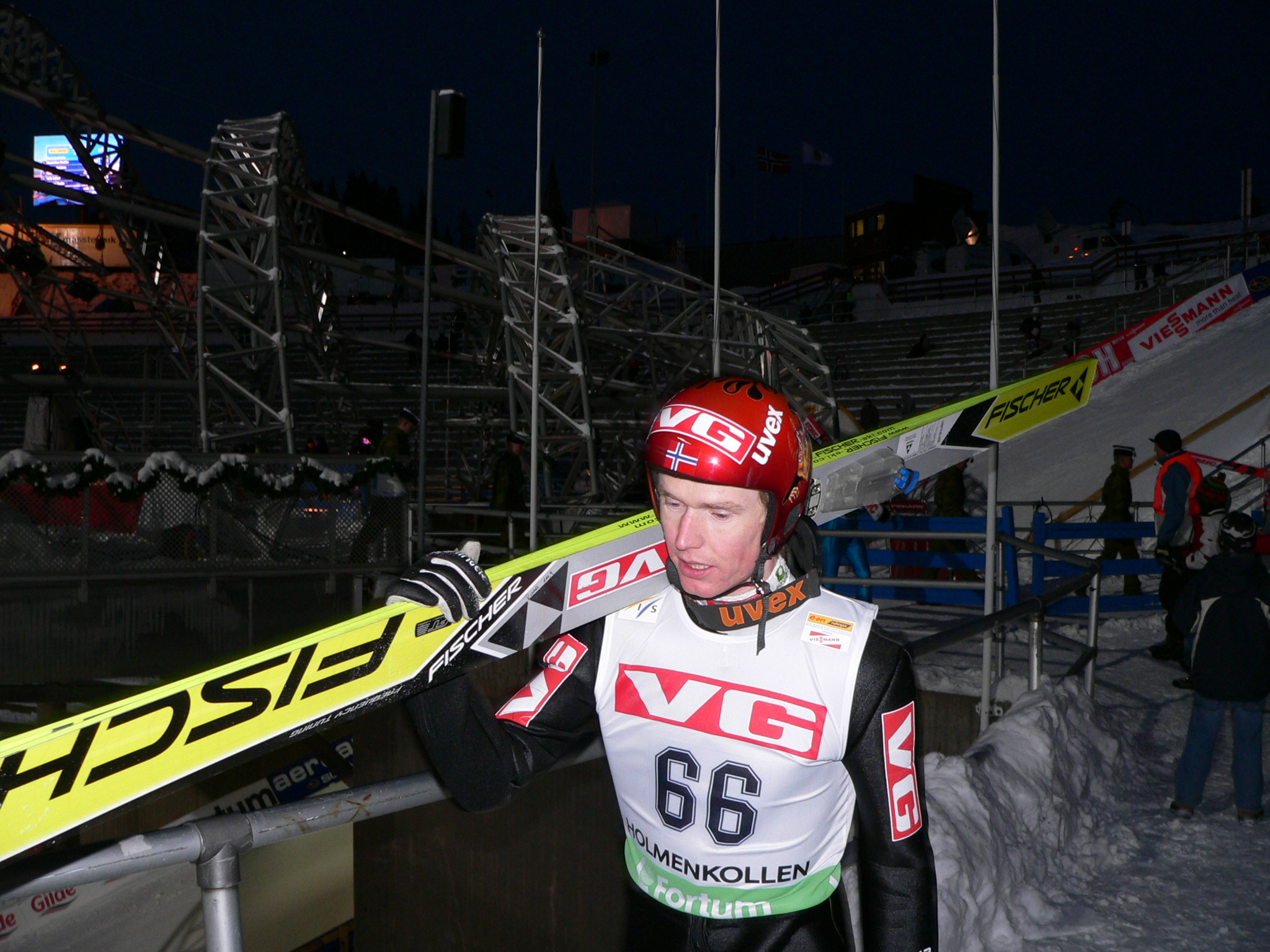
Roar Ljøkelsøy, triumfator kwalifikacji do konkursu w Park City

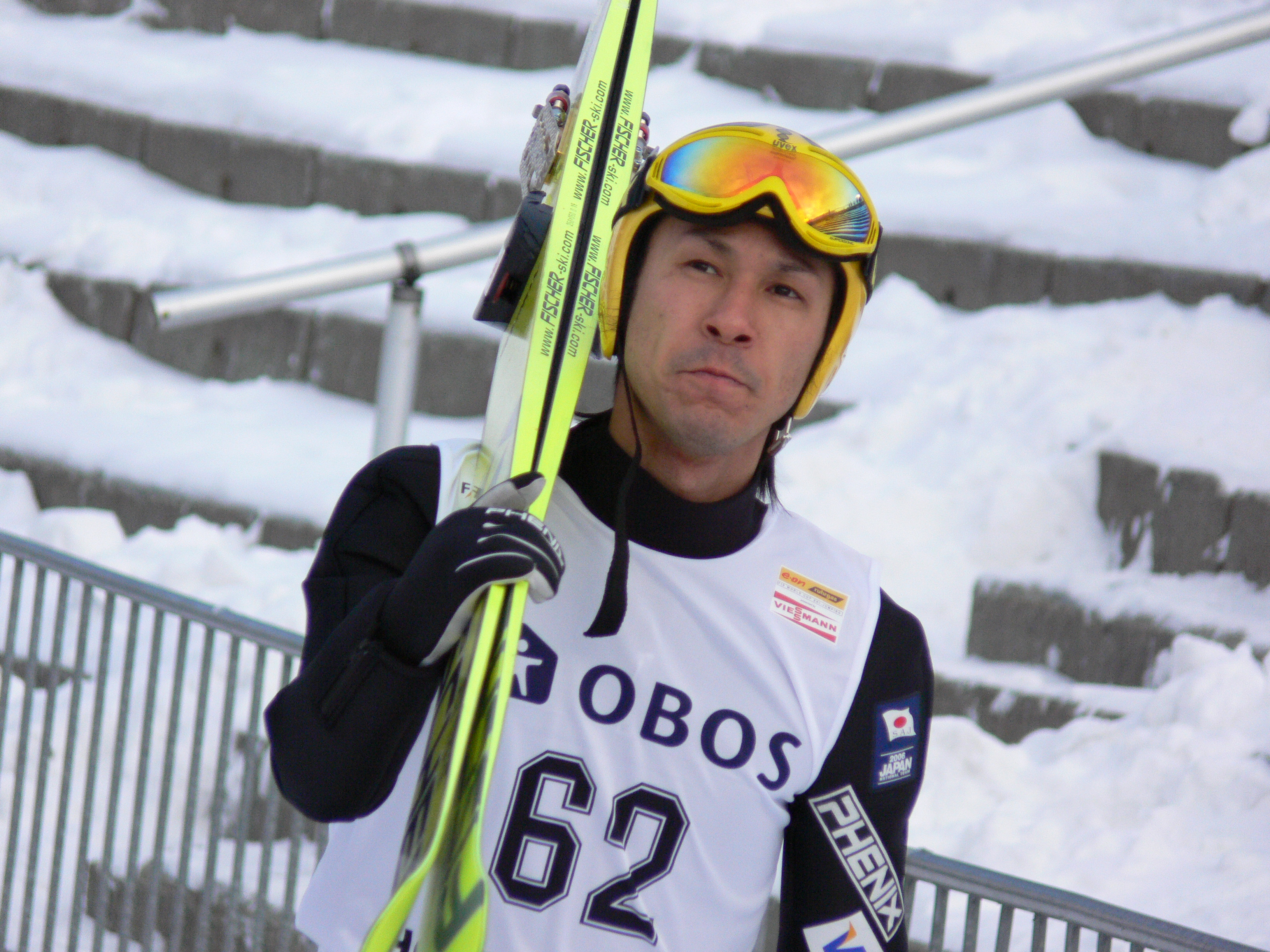
Noriaki Kasai, zwycięzca konkursu w Park City.

Runda kwalifikacyjna do pierwszych zawodów indywidualnych rozpoczęła się 28 lutego 2004 o godzinie 8:30. Zakończyła się ona wygraną Roara Ljøkelsøya. Wicelider Pucharu Świata wylądował na odległości 125,5 metra. Najdłuższy skok oddał Tommy Ingebrigtsen, który w swojej próbie uzyskał 128 m, jednak stracił do swojego rodaka 1,6 punktu. Trzeci był Sigurd Pettersen, który oddał skok na odległość 123,5 metra. Zawodnicy mający zapewniony udział w konkursie rozpoczynali swoje próby z 22., 21. i 20. belki startowej, zaś skoczkowie, którzy walczyli o udział w zawodach – z 22. belki.
Półtorej godziny później rozpoczął się pierwszy konkurs indywidualny, rozgrywany przy lekkiej mgle. Pierwszy skok oddał Stefan Kaiser, startujący z numerem 11. Reprezentant Austrii uzyskał 106,5 metra. Austriak prowadził do skoku czwartego zawodnika konkursu, Martina Mesíka, który lądował 2,5 metra dalej od Kaisera i został nowym liderem konkursu. Jako piąty na rozbiegu pojawił się Jernej Damjan, który dzięki odległości 111 metrów objął prowadzenie w konkursie. Słoweniec liderował do momentu skoku Hideharu Miyahiry, lądując półtora metra dalej od Damjana. Japończyk przewodził stawce do momentu oddania skoku Wolfganga Loitzla, startującego z numerem 39. Austriak wylądował na 114,5 metrze i miał 4,1 punktu przewagi nad japońskim skoczkiem. Loitzla wyprzedzili Rok Benkovič (117,0 m) i Simon Ammann (118,0 m). Dwukrotny mistrz olimpijski prowadził do momentu skoku Tommy'ego Ingebrigtsena, który uzyskał 119 metrów. Ostatnią dziesiątkę konkursu rozpoczął Noriaki Kasai, który skoczył 120,5 metra, obejmując prowadzenie z przewagą 4,2 punktu do Norwega. Ponadto Kasai był jedynym skoczkiem, który w pierwszej serii oddał skok poza punkt konstrukcyjny. Skaczący po nim Norweg, Bjørn Einar Romøren skoczył siedem metrów bliżej. Następny zawodnik, Peter Žonta wylądował na 107,5 metrze i znalazł się ex aequo ze swoim rodakiem, Primožem Peterką. Po Słoweńcu skakał Thomas Morgenstern, oddając skok na odległość 115 metrów. Osiem metrów bliżej wylądował Matti Hautamäki. Następni zawodnicy, Martin Höllwarth i Sigurd Pettersen uzyskali odpowiednio 108. i 108,5 metra i znaleźli się na początku trzeciej dziesiątki. Skaczący tuż po Pettersenie, Roar Ljøkelsøy skoczył 112,5 metra. Norweg został sklasyfikowany na dziesiątym miejscu, ze stratą 16,4 punktu. Prowadzący w Pucharze Świata Janne Ahonen oddał skok na odległość 110,5 metra i został sklasyfikowany na czternastym miejscu, ze stratą dwudziestu punktów do japońskiego zawodnika. Skoczkowie skakali z 20. belki startowej.
W przerwie konkursu Kazuyoshi Funaki został zdyskwalifikowany za nieprzepisowy kombinezon. Nie miało to wpływu na wynik, gdyż Japończyk znajdował się poza finałową "30". Druga seria została rozpoczęta z 22. belki startowej, o dwie wyżej niż w pierwszej kolejce. Jako pierwszy skok w drugiej serii oddał Johan Erikson, który uzyskał odległość 111,5 metra. Zmiana lidera nastąpiła po skoku Mattiego Hautamäkiego, skacząc siedem metrów dalej od Szweda. Fin był liderem konkursu do momentu próby Petera Žonty, który jako pierwszy skoczek w drugiej serii osiągał 120 metrów. Słoweniec nie za długo prowadził, gdyż następny po nim Sigurd Pettersen wylądował 4,5 metra dalej od Žonty. Triumfator Turnieju Czterech Skoczni prowadził do skoku Hideharu Miyahiry. Reprezentant Japonii skoczył 121 metrów i objął prowadzenie, które odebrał mu będący tuż po nim Roar Ljøkelsøy. Norweg, otwierający ostatnią dziesiątkę pierwszej serii wylądował 6,5 metra dalej od Japończyka i prowadził z przewagą 10,7 punktu. Następny zawodnik, Lars Bystøl uzyskał 118 metrów. Skaczący tuż po nim Andreas Küttel skoczył zaledwie 110,5 metra i znalazł się poza dziesiątką. Siódmy po pierwszej serii, Bjørn Einar Romøren wylądował na 115,5 metrze. 4,5 metra dalej skoczył Thomas Morgenstern, jednak zajmował drugie miejsce. Będący na piątym miejscu po pierwszej kolejce, Wolfgang Loitzl uzyskał 109,5 m i wypadł poza czołówkę. Rok Benkovič wylądował dziewięć metrów dalej od Loitzla, ale nie wyprzedził Ljøkelsøya. Wicelidera Pucharu Świata wyprzedził Simon Ammann, który oddał skok na odległość 125 metrów. Będący zaraz za Szwajcarem, Tommy Ingebrigtsen skoczył metr bliżej i znalazł się tuż za dwukrotnym mistrzem olimpijskim. Lider po pierwszej serii, Noriaki Kasai uzyskał 122,5 metra i wygrał konkurs. Dla reprezentanta Japonii było to piętnaste pucharowe zwycięstwo w karierze, a pierwsze w sezonie. Kolejne miejsca na podium przypadły odpowiednio Simonowi Ammanowi i Tommy'emu Ingebrigtsenowi.
W konkursie wystartowało 50 zawodników z 12 państw. 

### Kwalifikacje do drugiego konkursu indywidualnego i drugi konkurs indywidualny (29.02.2004)
Seria kwalifikacyjna do drugiego konkursu indywidualnego w Park City miała się rozpocząć 29 lutego o godzinie 9:00. Kwalifikacje zostały odwołane z powodu silnego wiatru. Jury następnie przeniosło konkurs o pół godziny, jednak sytuacja nie uległa zmianie. W międzyczasie podjęto decyzję o przesunięciu zawodów na godzinę 14:00, a spotkanie jury zaplanowano na 12:30. Ostatecznie, o 12:40 działacze i organizatorzy podjęli decyzję o odwołaniu konkursu ze względu na niekorzystne warunki atmosferyczne.

## Upadki
Podczas pierwszej serii treningowej do zawodów Pucharu Świata w skokach narciarskich w Park City upadł Adam Małysz. Polak nie ustał skoku na odległość 115,5 metra. Trzykrotny zdobywca Pucharu Świata uderzył w twardy zeskok, połamał obie narty i stracił przytomność na piętnaście sekund. Podczas pozostałych serii treningowej, serii kwalifikacyjnej i zawodów Pucharu Świata w skokach narciarskich w Park City nie odnotowano żadnych upadków.

## Klasyfikacje po zawodach w Park City
W klasyfikacji Pucharu Świata po konkursie w Park City nastąpiło kilka zmian. Na piątą pozycję awansował Thomas Morgenstern, wyprzedzając Mattiego Hautamäkiego. Z dziesiątej na siódme miejsce awansował zwycięzca zawodów, Noriaki Kasai, spychając z dotychczasowej pozycji Adama Małysza. Przewaga Janne Ahonena nad Roarem Ljøkelsøyem stopniała do 192 punktów.
W klasyfikacji generalnej Pucharu Narodów na czele nadal pozostała Norwegia przed Finlandią i Austrią. W klasyfikacji zaszła tylko jedna zmiana — Słowacja awansowała na piętnaste miejsce, wyprzedzając o dwa punkty Kazachstan.
Oprócz Adama Małysza, który spadł na ósme miejsce, o jedno miejsce niżej, z 56. na 57. pozycję sklasyfikowany został Mateusz Rutkowski. Pozostali reprezentanci Polski zachowali swoje pozycje. Na 51. miejscu sklasyfikowany był Marcin Bachleda, na 53. Wojciech Skupień i na 61. miejscu Wojciech Tajner. Reprezentacja Polski utrzymała siódme miejsce w Pucharze Narodów.
| Klasyfikacja Pucharu Świata po zawodach w Park City | Klasyfikacja Pucharu Świata po zawodach w Park City | Klasyfikacja Pucharu Świata po zawodach w Park City | Klasyfikacja Pucharu Świata po zawodach w Park City | Klasyfikacja Pucharu Świata po zawodach w Park City |
| Miejsce                                             | Zawodnik                                            | Państwo                                             | Punkty                                              | Strata do lidera                                    |
| --------------------------------------------------- | --------------------------------------------------- | --------------------------------------------------- | --------------------------------------------------- | --------------------------------------------------- |
| 1.                                                  | Janne Ahonen                                        | Finlandia                                           | 1138                                                | –                                                   |
| 2.                                                  | Roar Ljøkelsøy                                      | Norwegia                                            | 946                                                 | 192                                                 |
| 3.                                                  | Sigurd Pettersen                                    | Norwegia                                            | 750                                                 | 388                                                 |
| 4.                                                  | Martin Höllwarth                                    | Austria                                             | 731                                                 | 407                                                 |
| 5.                                                  | Thomas Morgenstern                                  | Austria                                             | 597                                                 | 541                                                 |
| 6.                                                  | Matti Hautamäki                                     | Finlandia                                           | 575                                                 | 563                                                 |
| 7.                                                  | Noriaki Kasai                                       | Japonia                                             | 548                                                 | 590                                                 |
| 8.                                                  | Adam Małysz                                         | Polska                                              | 525                                                 | 613                                                 |
| 9.                                                  | Peter Žonta                                         | Słowenia                                            | 503                                                 | 635                                                 |
| 10.                                                 | Bjørn Einar Romøren                                 | Norwegia                                            | 485                                                 | 653                                                 |
| 11.                                                 | Michael Uhrmann                                     | Niemcy                                              | 468                                                 | 670                                                 |
| 12.                                                 | Veli-Matti Lindström                                | Finlandia                                           | 434                                                 | 704                                                 |
| 13.                                                 | Georg Späth                                         | Niemcy                                              | 412                                                 | 726                                                 |
| 14.                                                 | Tommy Ingebrigtsen                                  | Norwegia                                            | 358                                                 | 780                                                 |
| 15.                                                 | Andreas Goldberger                                  | Austria                                             | 280                                                 | 858                                                 |
| 16.                                                 | Simon Ammann                                        | Szwajcaria                                          | 274                                                 | 864                                                 |
| 17.                                                 | Tami Kiuru                                          | Finlandia                                           | 265                                                 | 873                                                 |
| 18.                                                 | Sven Hannawald                                      | Niemcy                                              | 253                                                 | 885                                                 |
| 19.                                                 | Andreas Kofler                                      | Austria                                             | 243                                                 | 895                                                 |
| 20.                                                 | Rok Benkovič                                        | Słowenia                                            | 235                                                 | 903                                                 |
| 21.                                                 | Akseli Kokkonen                                     | Finlandia                                           | 234                                                 | 904                                                 |
| 22.                                                 | Andreas Küttel                                      | Szwajcaria                                          | 231                                                 | 907                                                 |
| 23.                                                 | Lars Bystøl                                         | Norwegia                                            | 226                                                 | 912                                                 |
| 24.                                                 | Martin Schmitt                                      | Niemcy                                              | 224                                                 | 914                                                 |
| 25.                                                 | Maximilian Mechler                                  | Niemcy                                              | 195                                                 | 943                                                 |
| 26.                                                 | Andreas Widhölzl                                    | Austria                                             | 192                                                 | 946                                                 |
| 27.                                                 | Akira Higashi                                       | Japonia                                             | 177                                                 | 961                                                 |
| 28.                                                 | Morten Solem                                        | Norwegia                                            | 163                                                 | 975                                                 |
| 29.                                                 | Wolfgang Loitzl                                     | Austria                                             | 153                                                 | 985                                                 |
| 30.                                                 | Alexander Herr                                      | Niemcy                                              | 138                                                 | 1000                                                |
| 31.                                                 | Anders Bardal                                       | Norwegia                                            | 119                                                 | 1019                                                |
| 32.                                                 | Henning Stensrud                                    | Norwegia                                            | 109                                                 | 1029                                                |
| 33.                                                 | Stephan Hocke                                       | Niemcy                                              | 106                                                 | 1032                                                |
| 34.                                                 | Hideharu Miyahira                                   | Japonia                                             | 96                                                  | 1042                                                |
| 35.                                                 | Reinhard Schwarzenberger                            | Austria                                             | 93                                                  | 1045                                                |
| 36.                                                 | Emmanuel Chedal                                     | Francja                                             | 89                                                  | 1049                                                |
| 37.                                                 | Daiki Itō                                           | Japonia                                             | 79                                                  | 1059                                                |
| 38.                                                 | Johan Erikson                                       | Szwecja                                             | 72                                                  | 1066                                                |
| 39.                                                 | Florian Liegl                                       | Austria                                             | 71                                                  | 1067                                                |
| 40.                                                 | Hiroki Yamada                                       | Japonia                                             | 68                                                  | 1070                                                |
| 40.                                                 | Kazuyoshi Funaki                                    | Japonia                                             | 68                                                  | 1070                                                |
| 42.                                                 | Juha-Matti Ruuskanen                                | Finlandia                                           | 65                                                  | 1073                                                |
| 43.                                                 | Jussi Hautamäki                                     | Finlandia                                           | 58                                                  | 1080                                                |
| 44.                                                 | Jörg Ritzerfeld                                     | Niemcy                                              | 53                                                  | 1085                                                |
| 45.                                                 | Jakub Janda                                         | Czechy                                              | 50                                                  | 1088                                                |
| 46.                                                 | Nicolas Dessum                                      | Francja                                             | 49                                                  | 1089                                                |
| 47.                                                 | Christian Nagiller                                  | Austria                                             | 44                                                  | 1094                                                |
| 48.                                                 | Robert Kranjec                                      | Słowenia                                            | 43                                                  | 1095                                                |
| 49.                                                 | Primož Peterka                                      | Słowenia                                            | 42                                                  | 1096                                                |
| 50.                                                 | Jan Matura                                          | Czechy                                              | 32                                                  | 1106                                                |
| 51.                                                 | Marcin Bachleda                                     | Polska                                              | 27                                                  | 1111                                                |
| 52.                                                 | Clint Jones                                         | Stany Zjednoczone                                   | 25                                                  | 1113                                                |
| 53.                                                 | Wojciech Skupień                                    | Polska                                              | 24                                                  | 1114                                                |
| 54.                                                 | Aleksiej Siłajew                                    | Rosja                                               | 22                                                  | 1116                                                |
| 54.                                                 | Jernej Damjan                                       | Słowenia                                            | 22                                                  | 1116                                                |
| 56.                                                 | Balthasar Schneider                                 | Austria                                             | 20                                                  | 1118                                                |
| 57.                                                 | Mateusz Rutkowski                                   | Polska                                              | 17                                                  | 1121                                                |
| 58.                                                 | Stefan Thurnbichler                                 | Austria                                             | 16                                                  | 1122                                                |
| 58.                                                 | Dmitrij Wasiljew                                    | Rosja                                               | 16                                                  | 1122                                                |
| 60.                                                 | Dmitrij Ipatow                                      | Rosja                                               | 14                                                  | 1124                                                |
| 60.                                                 | Teppei Takano                                       | Japonia                                             | 14                                                  | 1124                                                |
| 62.                                                 | Dienis Korniłow                                     | Rosja                                               | 13                                                  | 1125                                                |
| 62.                                                 | Stefan Pieper                                       | Niemcy                                              | 13                                                  | 1125                                                |
| 64.                                                 | Damjan Fras                                         | Słowenia                                            | 11                                                  | 1127                                                |
| 65.                                                 | Jens Salumäe                                        | Estonia                                             | 10                                                  | 1128                                                |
| 66.                                                 | Wojciech Tajner                                     | Polska                                              | 9                                                   | 1129                                                |
| 66.                                                 | Ferdinand Bader                                     | Niemcy                                              | 9                                                   | 1129                                                |
| 66.                                                 | Martin Mesík                                        | Słowacja                                            | 9                                                   | 1129                                                |
| 69.                                                 | Harri Olli                                          | Finlandia                                           | 6                                                   | 1132                                                |
| 70.                                                 | Pekka Salminen                                      | Finlandia                                           | 5                                                   | 1133                                                |
| 70.                                                 | Olav Magne Dønnem                                   | Norwegia                                            | 5                                                   | 1133                                                |
| 72.                                                 | Asan Tachtachunow                                   | Kazachstan                                          | 4                                                   | 1134                                                |
| 73.                                                 | Jan Mazoch                                          | Czechy                                              | 3                                                   | 1135                                                |
| 73.                                                 | Radik Żaparow                                       | Kazachstan                                          | 3                                                   | 1135                                                |
| 73.                                                 | Maksim Anisimau                                     | Białoruś                                            | 3                                                   | 1135                                                |
| 76.                                                 | Roland Müller                                       | Kazachstan                                          | 2                                                   | 1136                                                |
| 76.                                                 | Kang Chil-ku                                        | Korea Południowa                                    | 2                                                   | 1136                                                |

| Klasyfikacja Pucharu Narodów po zawodach w Park City | Klasyfikacja Pucharu Narodów po zawodach w Park City | Klasyfikacja Pucharu Narodów po zawodach w Park City | Klasyfikacja Pucharu Narodów po zawodach w Park City | Klasyfikacja Pucharu Narodów po zawodach w Park City |
| Miejsce                                              | Państwo                                              | Punkty                                               | Strata do lidera                                     |                                                      |
| ---------------------------------------------------- | ---------------------------------------------------- | ---------------------------------------------------- | ---------------------------------------------------- | ---------------------------------------------------- |
| 1.                                                   | Norwegia                                             | 3561                                                 | –                                                    |                                                      |
| 2.                                                   | Finlandia                                            | 3130                                                 | 431                                                  |                                                      |
| 3.                                                   | Austria                                              | 2592                                                 | 969                                                  |                                                      |
| 4.                                                   | Niemcy                                               | 2171                                                 | 1390                                                 |                                                      |
| 5.                                                   | Japonia                                              | 1300                                                 | 2261                                                 |                                                      |
| 6.                                                   | Słowenia                                             | 1056                                                 | 2505                                                 |                                                      |
| 7.                                                   | Polska                                               | 702                                                  | 2859                                                 |                                                      |
| 8.                                                   | Szwajcaria                                           | 505                                                  | 3056                                                 |                                                      |
| 9.                                                   | Francja                                              | 138                                                  | 3423                                                 |                                                      |
| 10.                                                  | Rosja                                                | 115                                                  | 3446                                                 |                                                      |
| 11.                                                  | Czechy                                               | 85                                                   | 3476                                                 |                                                      |
| 12.                                                  | Szwecja                                              | 72                                                   | 3489                                                 |                                                      |
| 13.                                                  | Stany Zjednoczone                                    | 25                                                   | 3536                                                 |                                                      |
| 14.                                                  | Estonia                                              | 10                                                   | 3551                                                 |                                                      |
| 15.                                                  | Słowacja                                             | 9                                                    | 3552                                                 |                                                      |
| 16.                                                  | Kazachstan                                           | 7                                                    | 3554                                                 |                                                      |
| 17.                                                  | Białoruś                                             | 3                                                    | 3558                                                 |                                                      |
| 18.                                                  | Korea Południowa                                     | 2                                                    | 3559                                                 |                                                      |

## Medaliści

### Konkurs indywidualny (28.02.2004)
| Medal | Imię i nazwisko    | Skok 1            | Skok 2            | Noty za styl A • B • C • D • E                                    | Nota łączna | Strata  |
| ----- | ------------------ | ----------------- | ----------------- | ----------------------------------------------------------------- | ----------- | ------- |
|       | Noriaki Kasai      | 120,5 m 116,4 pkt | 122,5 m 119,5 pkt | 19,0 • 19,0 • 18,0 • 18,0 • 18,5 18,5 • 18,5 • 18,0 • 18,0 • 18,5 | 235,9 pkt   | -       |
|       | Simon Ammann       | 118,0 m 109,9 pkt | 125,0 m 125,0 pkt | 17,5 • 18,0 • 17,5 • 18,0 • 18,5 18,5 • 19,0 • 19,0 • 18,5 • 18,5 | 234,9 pkt   | 1,0 pkt |
|       | Tommy Ingebrigtsen | 119,0 m 112,2 pkt | 124,0 m 121,7 pkt | 18,5 • 18,5 • 17,5 • 17,5 • 18,0 18,5 • 19,0 • 18,0 • 18,0 • 18,0 | 233,9 pkt   | 2,0 pkt |

## Wyniki

### Kwalifikacje do konkursu indywidualnego (28.02.2004)
| Miejsce | Skoczek                  | Kraj              | Skok  | Wynik punktowy | Kwalifikacja |
| ------- | ------------------------ | ----------------- | ----- | -------------- | ------------ |
| 1.      | Roar Ljøkelsøy           | Norwegia          | 125,5 | 124,4          | pq           |
| 2.      | Tommy Ingebrigtsen       | Norwegia          | 128,0 | 122,8          | pq           |
| 3.      | Sigurd Pettersen         | Norwegia          | 123,5 | 119,8          | pq           |
| 4.      | Michael Uhrmann          | Niemcy            | 123,0 | 118,9          | pq           |
| 5.      | Thomas Morgenstern       | Austria           | 124,0 | 117,9          | pq           |
| 6.      | Rok Benkovič             | Słowenia          | 122,0 | 117,1          | q            |
| 7.      | Simon Ammann             | Szwajcaria        | 121,5 | 116,7          | q            |
| 8.      | Noriaki Kasai            | Japonia           | 123,5 | 115,8          | pq           |
| 9.      | Lars Bystøl              | Norwegia          | 121,0 | 115,3          | q            |
| 10.     | Janne Ahonen             | Finlandia         | 120,5 | 114,4          | pq           |
| 11.     | Martin Schmitt           | Niemcy            | 121,0 | 114,3          | q            |
| 12.     | Akira Higashi            | Japonia           | 122,0 | 114,1          | q            |
| 13.     | Martin Höllwarth         | Austria           | 122,0 | 113,6          | q            |
| 14.     | Andreas Goldberger       | Austria           | 119,0 | 111,7          | pq           |
| 15.     | Andreas Küttel           | Szwajcaria        | 120,5 | 108,9          | q            |
| 16.     | Wolfgang Loitzl          | Austria           | 118,0 | 108,4          | q            |
| 17.     | Henning Stensrud         | Norwegia          | 117,0 | 107,6          | q            |
| 17.     | Bjørn Einar Romøren      | Norwegia          | 119,5 | 107,6          | pq           |
| 19.     | Matti Hautamäki          | Finlandia         | 117,5 | 107,5          | pq           |
| 20.     | Hideharu Miyahira        | Japonia           | 117,5 | 106,9          | q            |
| 21.     | Anders Bardal            | Norwegia          | 117,5 | 106,6          | q            |
| 21.     | Georg Späth              | Niemcy            | 119,5 | 106,6          | pq           |
| 23.     | Tami Kiuru               | Finlandia         | 116,5 | 106,2          | q            |
| 24.     | Reinhard Schwarzenberger | Austria           | 116,0 | 104,8          | q            |
| 25.     | Daiki Itō                | Japonia           | 115,5 | 103,4          | q            |
| 26.     | Alexander Herr           | Niemcy            | 116,5 | 103,2          | q            |
| 27.     | Morten Solem             | Norwegia          | 114,5 | 103,1          | q            |
| 28.     | Andreas Kofler           | Austria           | 113,5 | 99,8           | q            |
| 29.     | Primož Peterka           | Słowenia          | 113,0 | 99,4           | q            |
| 30.     | Johan Erikson            | Szwecja           | 114,5 | 99,1           | q            |
| 31.     | Jussi Hautamäki          | Finlandia         | 111,5 | 96,2           | q            |
| 32.     | Stephan Hocke            | Niemcy            | 112,5 | 96,0           | q            |
| 33.     | Jernej Damjan            | Słowenia          | 110,5 | 94,9           | q            |
| 34.     | Robert Kranjec           | Słowenia          | 113,5 | 94,3           | q            |
| 35.     | Peter Žonta              | Słowenia          | 112,5 | 94,0           | q            |
| 36.     | Sven Hannawald           | Niemcy            | 110,5 | 93,9           | q            |
| 37.     | Stefan Kaiser            | Austria           | 111,0 | 93,8           | q            |
| 38.     | Florian Liegl            | Austria           | 111,0 | 92,8           | q            |
| 39.     | Kazuyoshi Funaki         | Japonia           | 109,0 | 92,2           | q            |
| 40.     | Emmanuel Chedal          | Francja           | 110,0 | 91,0           | q            |
| 41.     | Hiroki Yamada            | Japonia           | 109,0 | 90,2           | q            |
| 42.     | Veli-Matti Lindström     | Finlandia         | 109,0 | 89,2           | pq           |
| 43.     | Martin Mesík             | Słowacja          | 107,0 | 87,1           | q            |
| 44.     | Wojciech Skupień         | Polska            | 107,5 | 86,5           | q            |
| 45.     | Jörg Ritzerfeld          | Niemcy            | 106,5 | 85,7           | q            |
| 46.     | Isak Grimholm            | Szwecja           | 104,0 | 81,7           | q            |
| 47.     | Marco Steinauer          | Szwajcaria        | 104,0 | 80,7           | q            |
| 48.     | Marcin Bachleda          | Polska            | 101,5 | 76,2           | q            |
| 49.     | Clint Jones              | Stany Zjednoczone | 99,0  | 71,2           | q            |
| 50.     | Juha-Matti Ruuskanen     | Finlandia         | 99,5  | 70,6           | q            |
| 51.     | Choi Seou                | Korea Południowa  | 96,5  | 65,7           | nq           |
| 52.     | Thomas Schwall           | Stany Zjednoczone | 94,5  | 63,1           | nq           |
| 53.     | Radik Żaparow            | Kazachstan        | 90,0  | 52,5           | nq           |
| 54.     | Gregory Baxter           | Kanada            | 89,0  | 51,7           | nq           |
| 55.     | Kang Chil-ku             | Korea Południowa  | 88,5  | 51,3           | nq           |
| 56.     | Brian Welch              | Stany Zjednoczone | 87,5  | 47,5           | nq           |
| 57.     | Jim Denney               | Stany Zjednoczone | 84,5  | 42,6           | nq           |
| 58.     | Asan Tachtachunow        | Kazachstan        | 86,0  | 41,3           | nq           |
| 59.     | Stefan Read              | Kanada            | 83,0  | 40,9           | nq           |
| 60.     | Tim Nelson               | Stany Zjednoczone | 81,5  | 37,2           | nq           |
| 61.     | Boy van Baarle           | Holandia          | 80,0  | 34,0           | nq           |
| 62.     | Rector Hartman           | Stany Zjednoczone | 79,5  | 28,6           | nq           |
| 63.     | Logan Gerber             | Stany Zjednoczone | 78,0  | 25,4           | nq           |
| –       | Adam Małysz              | Polska            | DNS   | DNS            | pq           |

### Konkurs indywidualny (28.02.2004)
| Miejsce | Zawodnik                 | Państwo           | Skok 1 | Skok 2 | Punkty |
| ------- | ------------------------ | ----------------- | ------ | ------ | ------ |
| 1.      | Noriaki Kasai            | Japonia           | 120,5  | 122,5  | 235,9  |
| 2.      | Simon Ammann             | Szwajcaria        | 118,0  | 125,0  | 234,9  |
| 3.      | Tommy Ingebrigtsen       | Norwegia          | 119,0  | 124,0  | 233,9  |
| 4.      | Roar Ljøkelsøy           | Norwegia          | 112,5  | 127,5  | 228,0  |
| 5.      | Rok Benkovič             | Słowenia          | 117,0  | 118,5  | 220,9  |
| 6.      | Thomas Morgenstern       | Austria           | 115,0  | 120,0  | 218,0  |
| 7.      | Hideharu Miyahira        | Japonia           | 112,5  | 121,0  | 217,3  |
| 8.      | Sigurd Pettersen         | Norwegia          | 108,5  | 124,5  | 212,9  |
| 9.      | Akira Higashi            | Japonia           | 114,0  | 119,5  | 211,3  |
| 10.     | Michael Uhrmann          | Niemcy            | 109,5  | 121,0  | 209,9  |
| 11.     | Lars Bystøl              | Norwegia          | 113,5  | 118,0  | 209,7  |
| 12.     | Bjørn Einar Romøren      | Norwegia          | 113,5  | 115,5  | 208,2  |
| 13.     | Martin Höllwarth         | Austria           | 108,0  | 121,5  | 208,1  |
| 14.     | Janne Ahonen             | Finlandia         | 110,5  | 118,0  | 205,8  |
| 15.     | Peter Žonta              | Słowenia          | 107,5  | 120,0  | 204,5  |
| 16.     | Matti Hautamäki          | Finlandia         | 107,0  | 118,5  | 199,4  |
| 17.     | Morten Solem             | Norwegia          | 109,5  | 115,5  | 199,0  |
| 18.     | Reinhard Schwarzenberger | Austria           | 112,5  | 113,5  | 198,8  |
| 19.     | Andreas Kofler           | Austria           | 107,5  | 117,5  | 197,0  |
| 20.     | Andreas Küttel           | Szwajcaria        | 113,5  | 110,5  | 196,2  |
| 21.     | Wolfgang Loitzl          | Austria           | 114,5  | 109,5  | 195,7  |
| 21.     | Primož Peterka           | Słowenia          | 110,0  | 116,5  | 195,7  |
| 23.     | Daiki Itō                | Japonia           | 109,5  | 115,5  | 195,0  |
| 24.     | Jernej Damjan            | Słowenia          | 111,0  | 111,0  | 190,1  |
| 25.     | Henning Stensrud         | Norwegia          | 109,0  | 112,5  | 189,2  |
| 26.     | Martin Mesík             | Słowacja          | 109,0  | 109,0  | 184,4  |
| 27.     | Alexander Herr           | Niemcy            | 109,5  | 109,0  | 183,8  |
| 28.     | Johan Erikson            | Szwecja           | 109,0  | 111,5  | 181,9  |
| 29.     | Martin Schmitt           | Niemcy            | 107,5  | 110,0  | 181,5  |
| 30.     | Anders Bardal            | Norwegia          | 111,0  | 105,0  | 178,3  |
| 31.     | Emmanuel Chedal          | Francja           | 106,5  | NQ     | 87,2   |
| 32.     | Georg Späth              | Niemcy            | 106,5  | NQ     | 86,7   |
| 33.     | Stefan Kaiser            | Austria           | 106,5  | NQ     | 85,7   |
| 34.     | Stephan Hocke            | Niemcy            | 106,5  | NQ     | 84,7   |
| 35.     | Robert Kranjec           | Słowenia          | 105,0  | NQ     | 83,0   |
| 36.     | Jussi Hautamäki          | Finlandia         | 103,0  | NQ     | 79,9   |
| 37.     | Florian Liegl            | Austria           | 103,0  | NQ     | 79,4   |
| 38.     | Wojciech Skupień         | Polska            | 104,0  | NQ     | 79,2   |
| 39.     | Marco Steinauer          | Szwajcaria        | 102,0  | NQ     | 78,1   |
| 40.     | Marcin Bachleda          | Polska            | 102,5  | NQ     | 77,5   |
| 41.     | Jörg Ritzerfeld          | Niemcy            | 103,0  | NQ     | 74,9   |
| 42.     | Hiroki Yamada            | Japonia           | 100,5  | NQ     | 73,2   |
| 43.     | Veli-Matti Lindström     | Finlandia         | 99,0   | NQ     | 71,2   |
| 44.     | Andreas Goldberger       | Austria           | 99,5   | NQ     | 68,6   |
| 45.     | Clint Jones              | Stany Zjednoczone | 97,5   | NQ     | 68,5   |
| 46.     | Isak Grimholm            | Szwecja           | 97,5   | NQ     | 66,5   |
| 47.     | Sven Hannawald           | Niemcy            | 96,5   | NQ     | 62,2   |
| 48.     | Juha-Matti Ruuskanen     | Finlandia         | 93,0   | NQ     | 58,9   |
| 49.     | Tami Kiuru               | Finlandia         | 94,0   | NQ     | 58,7   |
| –       | Kazuyoshi Funaki         | Japonia           | DSQ    | DSQ    | DSQ    |

## Składy reprezentacji
Poniżej znajduje się zestawienie składów wszystkich reprezentacji, które uczestniczyły w konkursie Pucharu Świata w skokach narciarskich w Park City w 2004 roku.
Ze względu na to, że Stany Zjednoczone były gospodarzem zawodów, mieli prawo do wystawienia w kwalifikacjach dodatkowej liczby skoczków z tzw. kwoty krajowej. Do kwalifikacji przystąpiło siedmiu amerykańskich skoczków.
| Austria (8)              |                      |    |    |     |        |
| Andreas Goldberger       | 29 listopada 1972    | 15 | –  | 44  | [ 21 ] |
| Martin Höllwarth         | 13 kwietnia 1974     | 4  | 15 | 13  | [ 22 ] |
| Stefan Kaiser            | 15 lutego 1983       | –  | –  | 33  | [ 23 ] |
| Andreas Kofler           | 17 maja 1984         | 19 | –  | 19  | [ 24 ] |
| Florian Liegl            | 1 lutego 1983        | 36 | –  | 37  | [ 25 ] |
| Wolfgang Loitzl          | 13 stycznia 1980     | 29 | 2  | 21  | [ 26 ] |
| Thomas Morgenstern       | 30 października 1986 | 6  | –  | 6   | [ 27 ] |
| Reinhard Schwarzenberger | 7 stycznia 1977      | 35 | 6  | 18  | [ 28 ] |
| Finlandia (6)            |                      |    |    |     |        |
| Janne Ahonen             | 11 maja 1977         | 1  | 5  | 14  | [ 29 ] |
| Jussi Hautamäki          | 20 kwietnia 1979     | 43 | 40 | 36  | [ 30 ] |
| Matti Hautamäki          | 14 lipca 1981        | 5  | –  | 16  | [ 31 ] |
| Tami Kiuru               | 13 września 1976     | 16 | –  | 49  | [ 32 ] |
| Veli-Matti Lindström     | 15 listopada 1983    | 12 | –  | 43  | [ 33 ] |
| Juha-Matti Ruuskanen     | 24 lipca 1984        | 41 | –  | 48  | [ 34 ] |
| Francja (1)              |                      |    |    |     |        |
| Emmanuel Chedal          | 15 stycznia 1983     | 34 | –  | 31  | [ 35 ] |
| Holandia (1)             |                      |    |    |     |        |
| Boy van Baarle           | 18 grudnia 1983      | –  | –  | q   | [ 36 ] |
| Japonia (6)              |                      |    |    |     |        |
| Kazuyoshi Funaki         | 27 kwietnia 1975     | 39 | 4  | DSQ | [ 37 ] |
| Akira Higashi            | 7 stycznia 1972      | 28 | –  | 9   | [ 38 ] |
| Daiki Itō                | 27 grudnia 1985      | 36 | –  | 23  | [ 39 ] |
| Noriaki Kasai            | 6 czerwca 1972       | 10 | 18 | 1   | [ 40 ] |
| Hideharu Miyahira        | 21 grudnia 1973      | 42 | 7  | 7   | [ 41 ] |
| Hiroki Yamada            | 19 maja 1982         | 39 | –  | 42  | [ 42 ] |
| Kanada (2)               |                      |    |    |     |        |
| Gregory Baxter           | 4 września 1989      | –  | –  | q   | [ 43 ] |
| Stefan Read              | 7 maja 1987          | –  | –  | q   | [ 44 ] |
| Kazachstan (2)           |                      |    |    |     |        |
| Asan Tachtachunow        | 25 września 1986     | 71 | –  | q   | [ 45 ] |
| Radik Żaparow            | 29 lutego 1984       | 73 | –  | q   | [ 46 ] |
| Korea Południowa (2)     |                      |    |    |     |        |
| Choi Yong-jik            | 3 grudnia 1982       | –  | –  | q   | [ 47 ] |
| Kang Chil-ku             | 8 sierpnia 1984      | 76 | –  | q   | [ 48 ] |
| Niemcy (7)               |                      |    |    |     |        |
| Sven Hannawald           | 9 listopada 1974     | 17 | –  | 47  | [ 49 ] |
| Alexander Herr           | 4 października 1978  | 30 | 20 | 27  | [ 50 ] |
| Stephan Hocke            | 20 października 1983 | 32 | –  | 34  | [ 51 ] |
| Jörg Ritzerfeld          | 28 czerwca 1983      | 44 | –  | 41  | [ 52 ] |
| Martin Schmitt           | 29 stycznia 1978     | 20 | –  | 29  | [ 53 ] |
| Georg Späth              | 24 lutego 1981       | 13 | 27 | 32  | [ 54 ] |
| Michael Uhrmann          | 16 września 1978     | 11 | 12 | 10  | [ 55 ] |
| Norwegia (8)             |                      |    |    |     |        |
| Anders Bardal            | 24 sierpnia 1982     | 41 | –  | 30  | [ 56 ] |
| Lars Bystøl              | 4 grudnia 1978       | 22 | –  | 11  | [ 57 ] |
| Tommy Ingebrigtsen       | 8 sierpnia 1977      | 14 | 43 | 3   | [ 58 ] |
| Roar Ljøkelsøy           | 31 maja 1976         | 2  | 38 | 4   | [ 59 ] |
| Sigurd Pettersen         | 28 lutego 1980       | 3  | –  | 8   | [ 60 ] |
| Bjørn Einar Romøren      | 1 kwietnia 1981      | 9  | –  | 12  | [ 61 ] |
| Morten Solem             | 5 sierpnia 1980      | 27 | 25 | 17  | [ 62 ] |
| Henning Stensrud         | 20 sierpnia 1977     | 33 | 21 | 25  | [ 63 ] |
| Polska (3)               |                      |    |    |     |        |
| Marcin Bachleda          | 4 września 1982      | 51 | –  | 40  | [ 64 ] |
| Adam Małysz              | 3 grudnia 1977       | 7  | 1  | DNS | [ 65 ] |
| Wojciech Skupień         | 9 marca 1976         | 53 | 53 | 38  | [ 66 ] |
| Słowacja (1)             |                      |    |    |     |        |
| Martin Mesík             | 17 października 1979 | 71 | –  | 26  | [ 67 ] |
| Słowenia (5)             |                      |    |    |     |        |
| Rok Benkovič             | 20 marca 1986        | 26 | –  | 5   | [ 68 ] |
| Jernej Damjan            | 28 maja 1983         | 59 | –  | 24  | [ 69 ] |
| Robert Kranjec           | 16 lipca 1981        | 48 | –  | 35  | [ 70 ] |
| Primož Peterka           | 28 lutego 1979       | 49 | –  | 21  | [ 71 ] |
| Peter Žonta              | 9 stycznia 1979      | 8  | 10 | 15  | [ 72 ] |
| Stany Zjednoczone (7)    |                      |    |    |     |        |
| Jim Denney               | 5 lipca 1983         | –  | –  | q   | [ 73 ] |
| Logan Gerber             | 1 listopada 1983     | –  | –  | q   | [ 74 ] |
| Rector Hartman           | 12 maja 1982         | –  | 58 | q   | [ 75 ] |
| Clint Jones              | 5 października 1984  | 52 | 46 | 45  | [ 76 ] |
| Tim Nelson               | 8 października 1984  | –  | –  | q   | [ 77 ] |
| Thomas Schwall           | 13 sierpnia 1983     | –  | 56 | q   | [ 78 ] |
| Brian Welch              | 18 stycznia 1984     | –  | –  | q   | [ 79 ] |
| Szwajcaria (3)           |                      |    |    |     |        |
| Simon Ammann             | 25 czerwca 1981      | 24 | –  | 2   | [ 80 ] |
| Andreas Küttel           | 25 kwietnia 1979     | 21 | 37 | 20  | [ 81 ] |
| Marco Steinauer          | 13 kwietnia 1976     | –  | 32 | 39  | [ 82 ] |
| Szwecja (2)              |                      |    |    |     |        |
| Johan Erikson            | 20 stycznia 1985     | 38 | –  | 28  | [ 83 ] |
| Isak Grimholm            | 25 marca 1985        | –  | –  | 46  | [ 84 ] |

Legenda:

q – zawodnik nie zakwalifikował się do konkursu głównego
- – zawodnik nie brał udziału
DNS - zawodnik został zgłoszony, ale nie wystartował
DSQ - zawodnik został zdyskwalifikowany